# Behelfsbrücke Landgrafenstraße

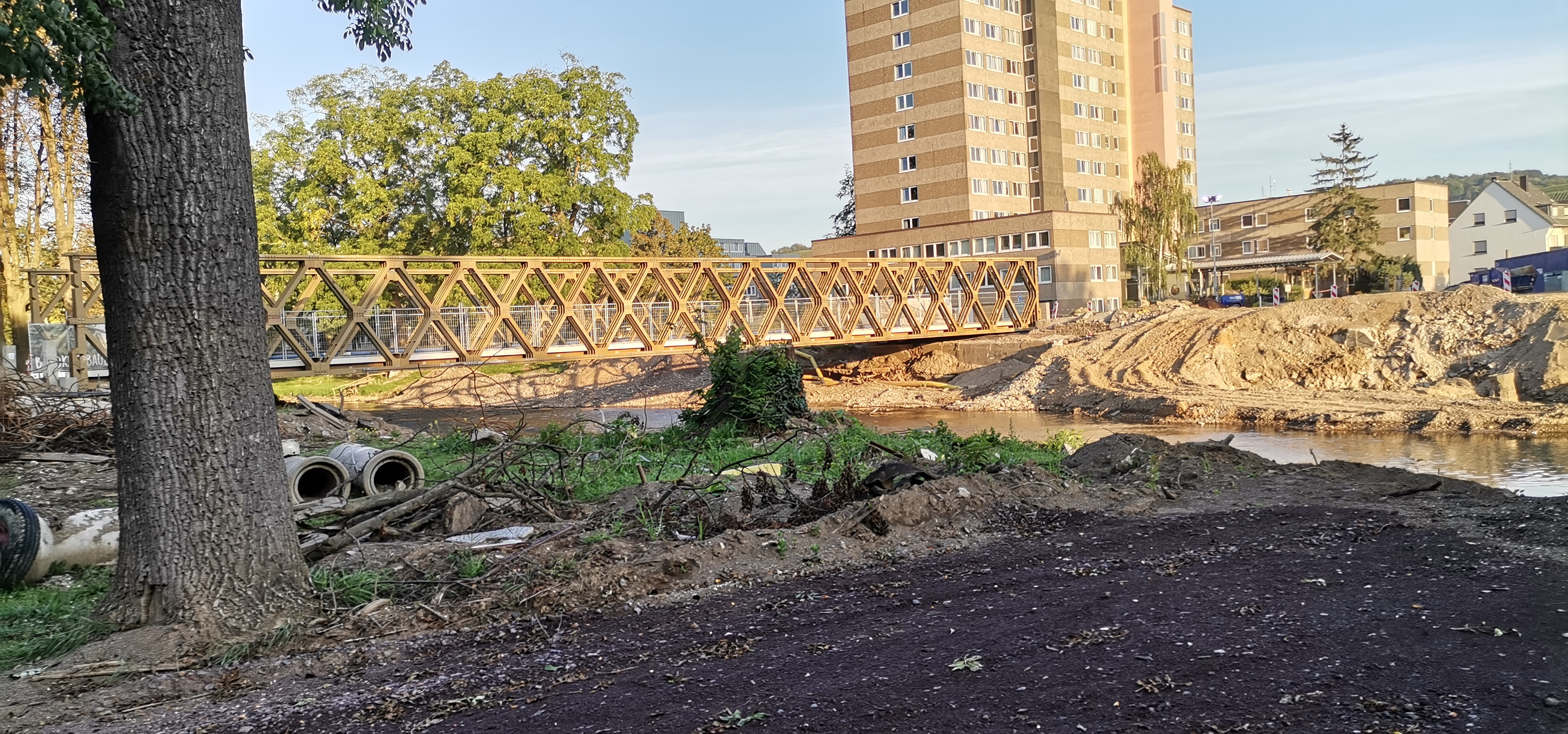
Behelfsbrücke Landgrafenstraße Bad Neuenahr

Die Behelfsbrücke Landgrafenstraße ist eine provisorische Ersatzstahlbrücke für die Landgrafenbrücke über die Ahr in Bad Neuenahr, welche während der Flut im Juli 2021 vollständig zerstört wurde.
Die Brücke wurde durch das Technische Hilfswerk (THW) errichtet und wurde am 31. Juli 2021 fertiggestellt. Für den Verkehr nutzbar war sie ab dem 2. August 2021. Während der Flutkatastrophe im Ahrtal 2021 wurden nicht nur in Bad Neuenahr-Ahrweiler viele Brücken teilweise oder vollständig zerstört. Die zweispurig ausgeführte Behelfsbrücke vom Typ D-Brücke (Delta-Brücke) hat eine Spannweite von circa 52 Metern, und eine maximale Traglast von ungefähr 30 Tonnen pro Fahrspur, weswegen auch schwere Baustellenfahrzeuge sowie Busse und LKW die Ahr an dieser Stelle mittels der Brücke überqueren können. Die Brücke stellt ein wichtiges Teil im Verkehrsnetz der Stadt Bad Neuenahr dar. Die Brücke verbindet den Bezirk Beul mit der Innenstadt. Die Landgrafenstraße beginnt an der Mittelstraße und endet an der Hauptstraße, welche vor dem Bahnhof von  Bad Neuenahr verläuft.